# Grup de l'aluminita
El grup de l'aluminita és un grup de minerals sulfats amb alumini format per dues espècies minerals: l'aluminita, l'espècie que dona nom al grup, i la mangazeïta. Les dues espècies es diferencien, principalment, en el nombre de molècules d'aigua de la seva composició i en el fet que l'aluminita cristal·litza en el sistema monoclínic i la mangazeïta ho fa en el triclínic.
| Espècie    | Fórmula            |
| ---------- | ------------------ |
| Aluminita  | Al₂(SO₄)(OH)₄·7H₂O |
| Mangazeïta | Al₂(SO₄)(OH)₄·3H₂O |

## Classificació
Segons la classificació de Nickel-Strunz, l'aluminita pertany a «07.DC: Sulfats (selenats, etc.) amb anions addicionals, amb H₂O, amb cations de mida mitjana només; cadenes d'octaedres que comparteixen costats» juntament amb els següents minerals: meta-aluminita, butlerita, parabutlerita, fibroferrita, xitieshanita, botriògen, zincobotriògen, chaidamuïta i guildita. En canvi la mangazeïta pertany a «07.DE: Sulfats (selenats, etc.) amb anions addicionals, amb H₂O, amb cations de mida mitjana només; sense classificar» juntament amb els següents minerals: carbonatocianotriquita, cianotriquita, schwertmannita, tlalocita, utahita, coquandita, osakaïta, wilcoxita, stanleyita, mcalpineïta, hidrobasaluminita, volaschioita, zaherita, lautenthalita i camerolaïta.